# Mein Name ist Joe
Mein Name ist Joe (Originaltitel: My Name is Joe) ist ein britisches Sozialdrama von Regisseur Ken Loach aus dem Jahr 1998 nach einem Drehbuch von Paul Laverty. Der Film wurde am 15. Mai 1998 im Rahmen der Internationalen Filmfestspiele von Cannes uraufgeführt. Der deutsche Kinostart war am 7. Januar 1999.
Ken Loach wurde für diesen Film vielfach ausgezeichnet. Neben einer Goldenen Palme in Cannes erhielt der Film bei den ersten British Independent Film Awards 1998 drei Preise und wurde für zwei weitere nominiert.
Für den Schauspieler Peter Mullan bedeutete die mehrfach international ausgezeichnete Darstellung des Joe Kavanagh den Durchbruch in seiner Karriere.

## Handlung
„Mein Name ist Joe“, mit diesen Worten stellt sich der 37-jährige Joe Kavanagh bei den Anonymen Alkoholikern vor. Im Glasgow der 90er Jahre hält sich der wegen Drogendelikten vorbestrafte Sozialhilfeempfänger mit Gelegenheitsjobs über Wasser. Er trainiert unter anderem eine Fußballmannschaft sozial benachteiligter Jugendlicher.
Einer der Spieler seiner Mannschaft ist Liam, der ebenfalls wegen Drogenhandels vorbestraft ist und für den das Fußballspielen die einzige Möglichkeit bedeutet, mit der Vergangenheit abzuschließen. Liam hat trotz seiner Jugend bereits einen Sohn.
Über Liam lernt Joe die Sozialarbeiterin Sarah Downie kennen, und es entwickelt sich eine Liebesbeziehung zwischen den beiden, die allerdings fortwährend durch ihre unterschiedliche Herkunft und Joes Drogenvergangenheit auf die Probe gestellt wird.
Liam schuldet dem Gangsterboss McGowan aus seiner Zeit vor der Strafhaft 500 britische Pfund. Diese Schulden sind durch den Drogenkonsum von Liams Freundin Sabine auf 2000 Pfund angewachsen. Als McGowan die Rückzahlung von Liam und Sabine verlangt und diese die Summe nicht aufbringen können, droht er, entweder Sabine auf den Strich zu schicken, um so das Geld aufzubringen, oder Liam die Beine zu brechen.
Um seinem Freund zu helfen, spricht Joe mit McGowan, kann diesen aber nicht von seinen Forderungen abbringen. Joe bietet an, selbst noch zwei Drogenfahrten für McGowan zu übernehmen, um Liam und Sabine von ihren Schulden zu befreien. Danach überredet er Liam und Sabine, aus dem Einflussbereich von McGowan zu fliehen und die Stadt zu verlassen.
Joe kann seine Verstrickungen in die verbrecherischen Machenschaften McGowans nicht vor Sarah verbergen, die sich nach dem ersten Drogenschmuggel von ihm trennt. Joe will Sarah nicht verlieren und versucht erneut, mit McGowan zu verhandeln. Es kommt zu einem Streit, bei dem sich Joe mit McGowans Leibwächter schlägt und dessen Auto demoliert. Von den Ereignissen emotional stark mitgenommen, beginnt Joe noch am selben Abend, erneut Alkohol zu trinken.
Liam, der sich nicht überwinden konnte seinen Freund zurückzulassen, erscheint in Joes Wohnung, kann ihn aber nicht dazu bringen, ebenfalls die Stadt zu verlassen. Noch in Joes Wohnung bekommt Liam einen Anruf von Sabine, die ihn warnt, dass McGowans Männer auf dem Weg zu ihm seien, nachdem sie die Wohnung von Liam und Sabine verwüstet haben. Liam kann Joe wegen dessen Trunkenheit nicht aus der Wohnung bringen, sieht keinen Ausweg mehr und erhängt sich. Der Film endet mit Liams Beerdigung.

## Kritiken
„In dem Konflikt zwischen Pragmatismus und Moral, zwischen Einzelfall und Prinzip gibt es weder Gute noch Böse, sondern nur Opfer. Um so erstaunlicher, wie leicht, freundlich und unterhaltsam der Film trotz des schwergewichtigen Themas wirkt.“

„Mein Name ist Joe ist ein plastisches Porträt eines sozialen Brennpunktes in Glasgow. Mit dieser Mischung aus realistischer Milieustudie und bewegender Liebesgeschichte vor dem Hintergrund humanistischer Ideale hat Loach ein lebensnahes Melodram geschaffen, das unmissverständlich klar macht, wie sehr das Private politisch ist.“

## Auszeichnungen
Internationale Filmfestspiele von Cannes 1998
- Goldene Palme für Ken Loach
- Auszeichnung in der Kategorie Bester Schauspieler für Peter Mullan

British Independent Film Awards 1998
- Award in der Kategorie Bester Britischer Independentfilm
- Award in der Kategorie Beste Regie für Ken Loach
- Award in der Kategorie Bestes Drehbuch für Paul Laverty
- Nominierung in der Kategorie Bester Schauspieler für Peter Mullan
- Nominierung in der Kategorie Beste Schauspielerin für Louise Goodall

Empire Awards 1999
- Award in der Kategorie Bester britischer Schauspieler für Peter Mullan

Europäischer Filmpreis 1998
- Nominierung als Bester Darsteller für Peter Mullan

London Critics Circle Film Awards 1999
- Award in der Kategorie Britischer Newcomer des Jahres für Peter Mullan
- Nominierung in der Kategorie Britischer Film des Jahres
- Nominierung in der Kategorie Britischer Schauspieler des Jahres für Peter Mullan
- Nominierung in der Kategorie Britische Schauspielerin des Jahres für Louise Goodall
- Nominierung in der Kategorie Britischer Regisseur des Jahres für Ken Loach

Das British Film Institute wählte Mein Name ist Joe im Jahr 1999 auf Platz 91 der besten britischen Filme aller Zeiten.